# せきあっし
せきあっし（1983年2月18日 - ）は、日本のエンターテイナー、ローカルタレント。本名、関 篤志（せき あつし）。群馬県出身。利根商業高等学校卒業。元お笑い芸人であり、かつてはプロダクション人力舎に所属していた。

## 概説・芸風
2005年、スクールJCAに14期生として入学。卒業後は「関あっし」として、プロダクション人力舎で活動していた。2011年4月に所属事務所を退社し、以降からフリーでの活動を開始。
実家は農家である。素人時代には『笑っていいとも!』の『プチ自慢カーニバル』コーナーに出演したことがあり、また当時同じく素人で現在は芸人のマリッジスターこうもととも、このオーディションを通じて知り合い、交友関係が続いている。
自分の体にはめて演じる大きな「人間紙芝居」を主な芸とし、本のページをめくるように演じたり、小さな紙の絵を付けたり外したりしながら披露している。声と顔の表情を使い分けながら演じることもある。人間紙芝居は主に段ボール製で、東京で仕事のある時は、群馬の実家からその紙芝居を持って来ているという。この芸を始めたきっかけは、同じ段ボール芸を主とする飯塚俊太郎に憧れたことだったとのことである。ここでのキャラクターには『関ン肉マン』（せきんにくまん）というものなどがある。
なお、アルバイトは実家の近くで家業と同じく農業の仕事をしているという。
サングラス型を残した丸刈りという髪型が特徴。自分の髪を自力で切って、文字や絵などの髪型アートを作るのが得意で、今までにやった髪型は300種類以上。
ピン芸人の活動と並行しながら、2011年7月からマリッジブルーこうもととの人間紙芝居漫才コンビ『ぐるぐるパラダイス』でも活動。
また、2011年9月から、吉本興業の群馬に住みます芸人アンカンミンカンやフリー芸人ワンワン正田らとともに、地元活性のお笑いライブ上州お笑いライヴ『狼煙』を行う。
2015年、芸名を「せきあっし」と平仮名表記に改めた。
2017年7月より、兼ねてから月1ペースで出演していたまえばしCITYエフエムのラジオ番組「おはよう!まえばしcolor」の火曜日担当としてレギュラー出演中。
2018年11月21日、自身のツイッターにて「年内をもってお笑い芸人としての看板をおろす」と発表。2019年からは子どもエンターテイナーとして、保育園・幼稚園・学童・児童館・子ども会などを回りながらの活動へとシフトチェンジしている。

## 出演

### テレビ
- にっぽん愉快家族（NHK総合） - 2004年5月9日
- 森田一義アワー 笑っていいとも!（フジテレビ）- 『プチ自慢カーニバル』コーナー（2004年7月22日･8月12日･9月30日･10月7日･12月2日･2005年12月15日）
- 100人目のバカ（フジテレビ） - 2005年10月24日
- あらびき団（TBSテレビ） - 2007年12月5日（第9回）初出演
- 森田一義アワー 笑っていいとも!（フジテレビ）- 『金のたまごクラブ』コーナー（2007年8月27日）
- 虎の門（テレビ朝日）- 『こんな日焼けないだろう選手権』コーナー（2007年9月21日）
- 世界の果てまでイッテＱ（日本テレビ）- 『珍獣ハンターオーディション』（2007年11月18日）
- エンタの天使（日本テレビ） - 2008年5月7日（第4回）、キャッチコピーは「めくるめく全身紙芝居」
- モバタレGREAT（日本テレビ） - 2008年7月2日出演
- 21世紀エジソン（TBSテレビ）- 『お笑いメリーゴーランド』（2008年8月5日）
- お笑いメリーゴーランド（TBSテレビ） - 2008年10月16日、小島よしお、髭男爵、児嶋一哉（アンジャッシュ）と共に『小島よしおチーム』のメンバーで出演。
- リンカーン（TBSテレビ） - 2008年3月11日、『リンカーン芸人タワー』出演
- イツザイ（テレビ東京） - 2009年2月28日初出演、キャッチコピーは「1人紙芝居」
- 爆笑オンエアバトル（NHK総合） - 2009年1月19日 戦績0勝1敗 最高193KB
- Qさま!!BEGINS（テレビ朝日）- 『プレッシャーステージ』（2009年4月10日）人力舎チームでの出演
- 来来飯店（群馬テレビ）- レギュラー出演（2009年～2010年）
- 情熱ジン（群馬テレビ）- （2010年7月29日）
- 森田一義アワー 笑っていいとも!（フジテレビ）- 『勝ち抜きウルトラソウル選手権』コーナー（2012年9月3日･9月17日）
- JOYのASOBU-TV JOYnt!（群馬テレビ・5いっしょ3ちゃんねる加盟局）- 2014年4月30日、ぐるぐるパラダイスとして出演。2017年9月EDに少し出演。

### ラジオ
- おはよう!まえばしcolor[4] - 火曜日担当（不定水曜日）

### ライブ
- 上州お笑いライヴ「狼煙」（レギュラー出演）